# Maurice Lafargue
Pour les articles homonymes, voir Lafargue.
Maurice Lafargue, né le 2 février 1924 à Saint-Laurent-Lolmie et mort le 11 octobre 2010 à Villeneuve-sur-Lot, est le fondateur de l'ESIEA (École supérieure d'informatique, électronique, automatique) en 1958.

## Distinctions
- Chevalier de la Légion d'honneur Il a été décoré de la croix de chevalier de la Légion d'honneur en 2005 par Thierry Breton et François d'Aubert[2].